# شفرة حلاقة مستقيمة

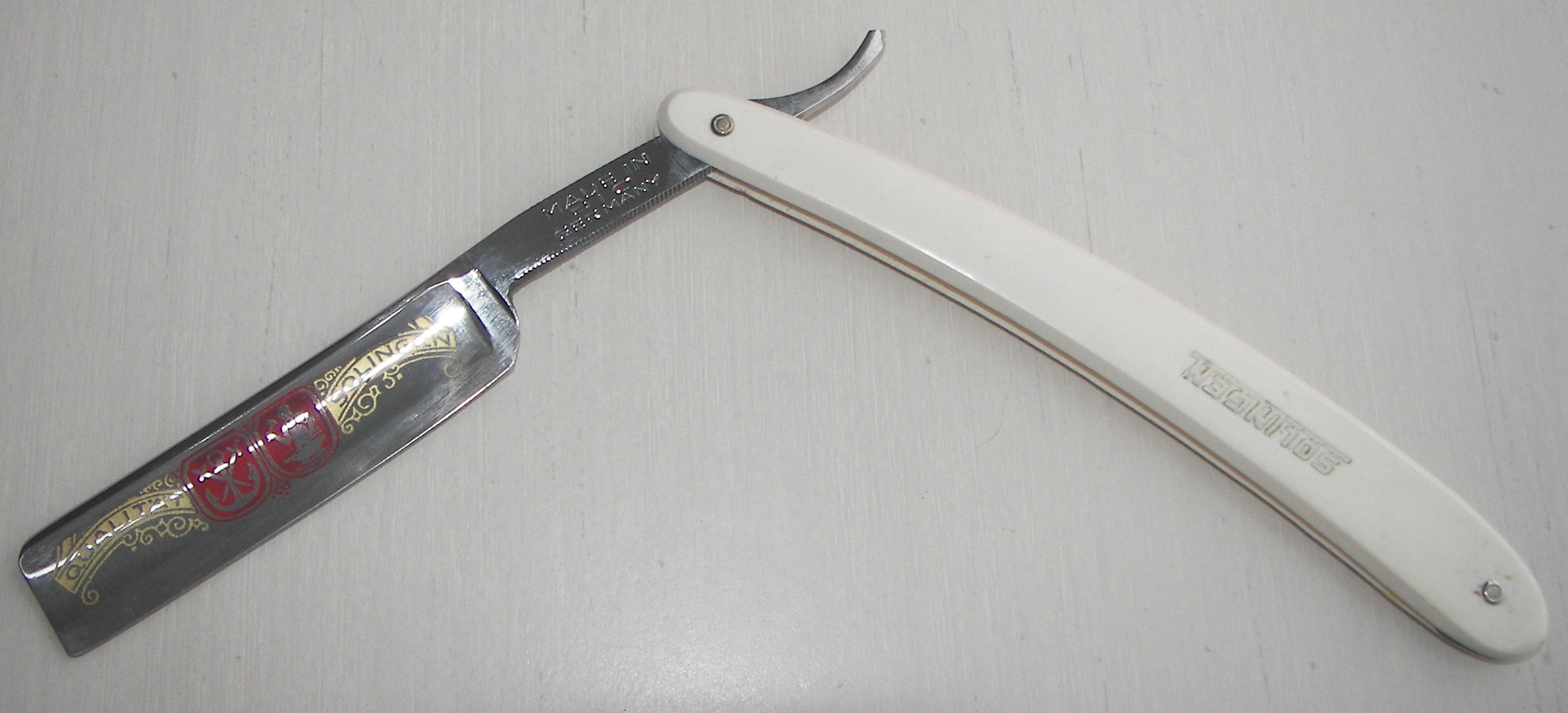
آلة حلاقة بنقطة اتصال مربعة

أداة حلاقة مباشرة هي أداة حلاقة ذات شفرة يمكن أن توضع داخل مقبضها.
وتسمى أيضاً أمواس حلاقة حادة مفتوحة.
وعلى الرغم من أن آلات الحلاقة المباشرة كانت الطريقة الرئيسية للحلاقة اليدوية، إلا أن آلات الحلاقة الآمنة طغت عليها والتي تتضمن شفرة للاستعمال مرة واحدة. آلات الحلاقة الكهربائية هي أيضاً بديل متاح منذ التسعينيات.
لكن على الرغم من ذلك فآلات الحلاقة المباشرة ما زال لها مكانها في السوق والمنتديات وأسواق السلع والمنتجات التي تروج وتنصح باستعمال آلات الحلاقة المباشرة.
ما زال مصنعو آلة الحلاقة المباشرة موجودين في أوروبا، آسيا خاصة في اليابان وفي الولايات المتحدة.
حيث أن الآلات العتيقة ما زالت متداولة هناك.
شفرات الحلاقة المباشرة تحتاج إلى مهارة كبيرة في الصقل الشحذ، وتتطلب حذرا زائدا أثناء استعمالها. هذه الأساليب القديمة كانت يوماً ما جزءاً من المنهاج الدراسي في كلية الحلاقة.

## تاريخها

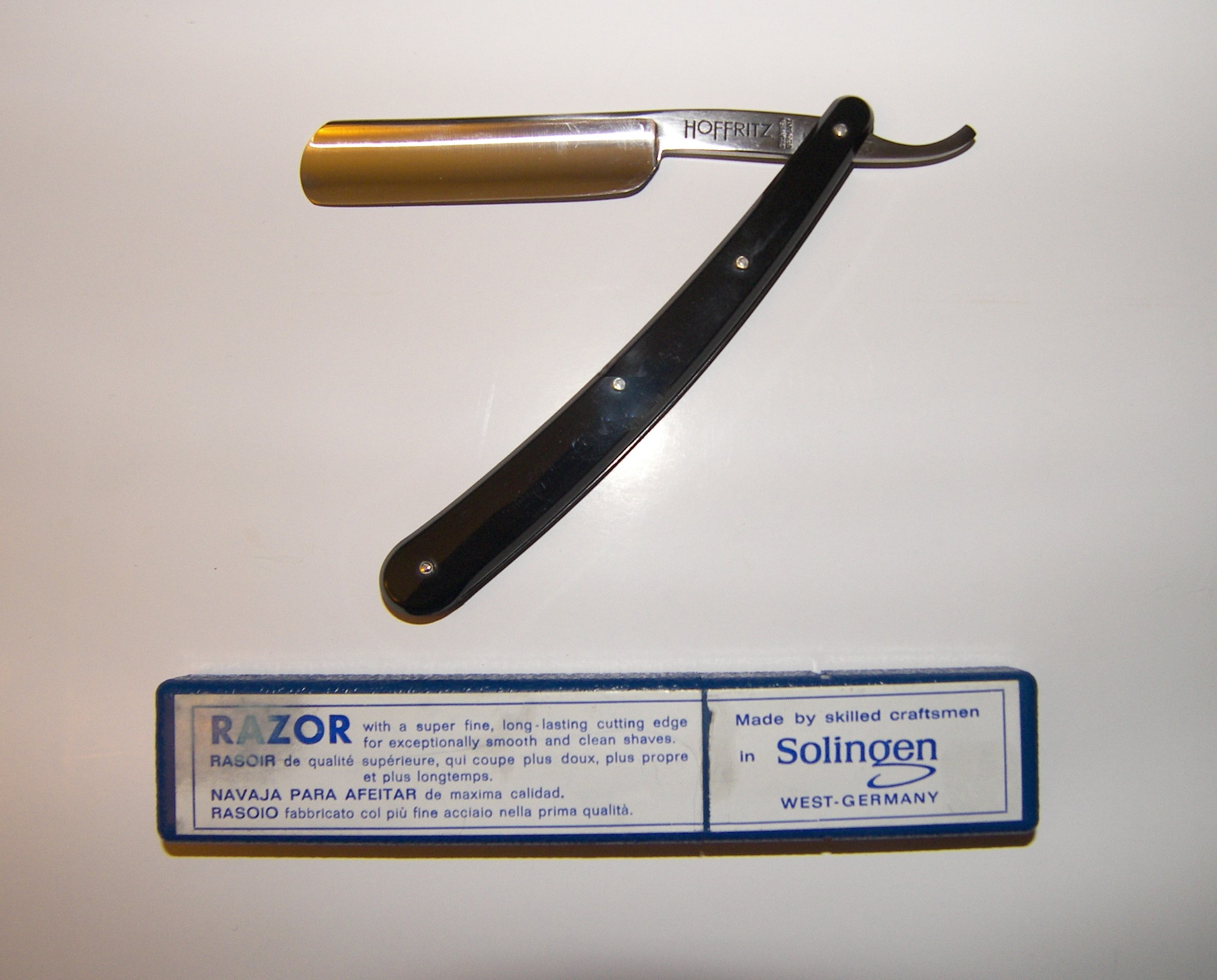
ماكينة حلاقة مباشرة بنقطة اتصال ملتفة فرنسية تجويف 1/2 و5/8 ثبات الشفرات

أول ماكينة حلاقة مباشرة حديثة كانت بمقابض مزخرفة وشفرات مجوّفة طرحت في شفيلد، أنكلترا من ثبل بنيامين هنتسمان عام1740.اعتمدت طريقته في فرنسا بعدها في وقت لاحق.
كانت الشركات المصنّعة الإنكليزية أكثر معارضة من الشركات الفرنسية وذلك للنجاح الذي حدث في فرنسا.
كانت ماكينات الحلاقة المباشرة الأكثر شعبية قبل العشرينات وبقيت كذلك حتى الخمسينات في العديد من البلدان.
وتم تدريب الحلاقين ليضمنوا للعملاء حلاقة سريعة وشاملة، لكنها في الوقت الحالي خارج الموضة حيث تم تصنيع أول منتج منافس من قبل جيليت-ماكينة حلاقة بحافة آمنة ومضاعفة قابلة للاستبدال.
هذه الماكينات الجديدة الآمنة لاتتطلب حذر وعناية في الاستخدام. حيث من الصعب شحذ الشفرات وترمى بعد أول استخدام حيث تصدأبسرعة إذا لم يتم التخلص منها.
وسعرها قليل لكنها مع مرور الوقت تكلف أكثر لانها تستبدل بسرعة وكثيراً. وعلى الرغم من فوائدها على المدى الطويل فقد فقدت ماكينة الحلاقة المباشرة مكانتها في السوق. وبعد أن أصبحت الحلاقة تتطلب جهداً أقل أصبح الرجال يحلقون بأنفسهم وقل الطلب حتى على الحلاقين.

## وصف الأجزاء
أجزاء ماكينة الحلاقة المباشرة وعمل كل منها هي على التوالي:
النهاية الضيقة للشفرة المتمحورة على عامود يسمى المحور يبن قطعتين للحماية تسميان القبضة والحامل.
الجزء المعدني المنحني من الشفرة خارج المحور يسمى تانغ وتعمل كرافعة للمساعدة في إبراز الشفرة عن القبضة.
أصبع أو أصبعين مثبتان على التانغ يساعدان في تثبيت الشفرة أثناء الحلاقة.
قطعة دائمة بين التانغ والشفرة الأساسية تسمى الساق لكن في أغلب الأحيان يتم تجنب الإشارة إليها لأنها تكون مربكة. على الساق توضع الزخارف واسم البلد المصنع واسم الشركة.
الجانب العلوي والسفلي من الساق يظهر عليها أحياناً تعرجات تسمى زخارف  وتساعد على غمساك أكثر اماناً. الجزء السفلي من الشفرة الرئيسية على الساق إلى الحافة القاطعة لها تسمى الكتف ، النقطة التي يتصل بها الكتف بالحافة القاطعة تسمى الكعب.
هناك قطعة سميكة من المعدن في الوصلة بين الشفرة والساق تسمى الماسك ويمكن أن يكون مزدوجاً  أو وحيداً أو غير موجود في بعض النماذج.
الماسك الأول ضيق وسميك ويقع في الوصلة بين الشفرة والكتف مغطياً بضلك الساق وقليل من الكتف. ويتميز الماسك الثاني أنه أكثر اتساعاً ورفعاً ويظهر خلف الماسك الأول ويعمل أسفل الكتف.
الجزء الغير قاطع من الشفرة يسمى الخلفية أو العمود الفقري بينما الجزء القاطع يسمى الحافة القاطعة.
وأخيراً النهايات الحرة للشفرة، والنهاية الأخرى للتانغ تسمى النقطة وأحياناً تسمى الرأس والأنف.
لكل مقبض هناك 2-3 دبابيس، الأوسط منها إن كان موجوداً يكون مغطى بالبلاستيك ويسمى السدادة، وظيفتها تثبيت الجانب من المقبض حتى لا ينطوي من المنتصف، وعندما تطوى على الغطاء تؤمن الحماية للشفرة من أي تلف وأيضاً حماية للمستخدم من أي إصابة عارضة.
خلال الطي الجزء الخلفي من الشفرة بما أنه سميك ذو تقوس يعمل كسدادة طبيعية ويحمي أيضاً من خروج الشفرة من الناحية الأخرى للمقبض.

## البناء
تتكون ماكينة الحلاقة المباشرة من شفرة حادة بحافة واحدة وقبضة متصلة معها من خلال محور يمكن للشفرة الخروج من المقبض بتدويرها.
تصنع الشفرة من الفولاذ المقاوم للصدأ ولكنه صعب الشحذ أو من الكربون الصلب وهو الأسهل بالشحذ لكن تبقى حادة لوقت أقل وتصدا إذا أهملت.
ماكينات الحلاقة المباشرة المصنوعة من الفولاذ متاحة في آسيا، والرخيصة منها والمصنوعة من الفولاذ والكربون متاحة في أوروبا.
شفرة الحلاقة تأخذ شكلاً مبدئياً وقالباً معيناً يميز الشركة المصنّعة.
التطريق:
الخطوة الأولى هي تنظيف الشفرة باستخدام مطرقة ثقيلة. المواد المستخدمة لشفرات الحلاقة المفتوحة لها محتوى كربون لا يقل عن 0.6%. هذه النسبة تضمن الصلابة الأمثل، المرونة والمقاومة ضد التآكل. بعد مرحلة الطرق يتم ثقب التانغ بالنقطة المحورية، وهذه الخطوة حاسمة فبعد أن يتصلب يستحيل ان يثقب وهي عملية تتطلب مهارة كبيرة.
التصلب والراحة:

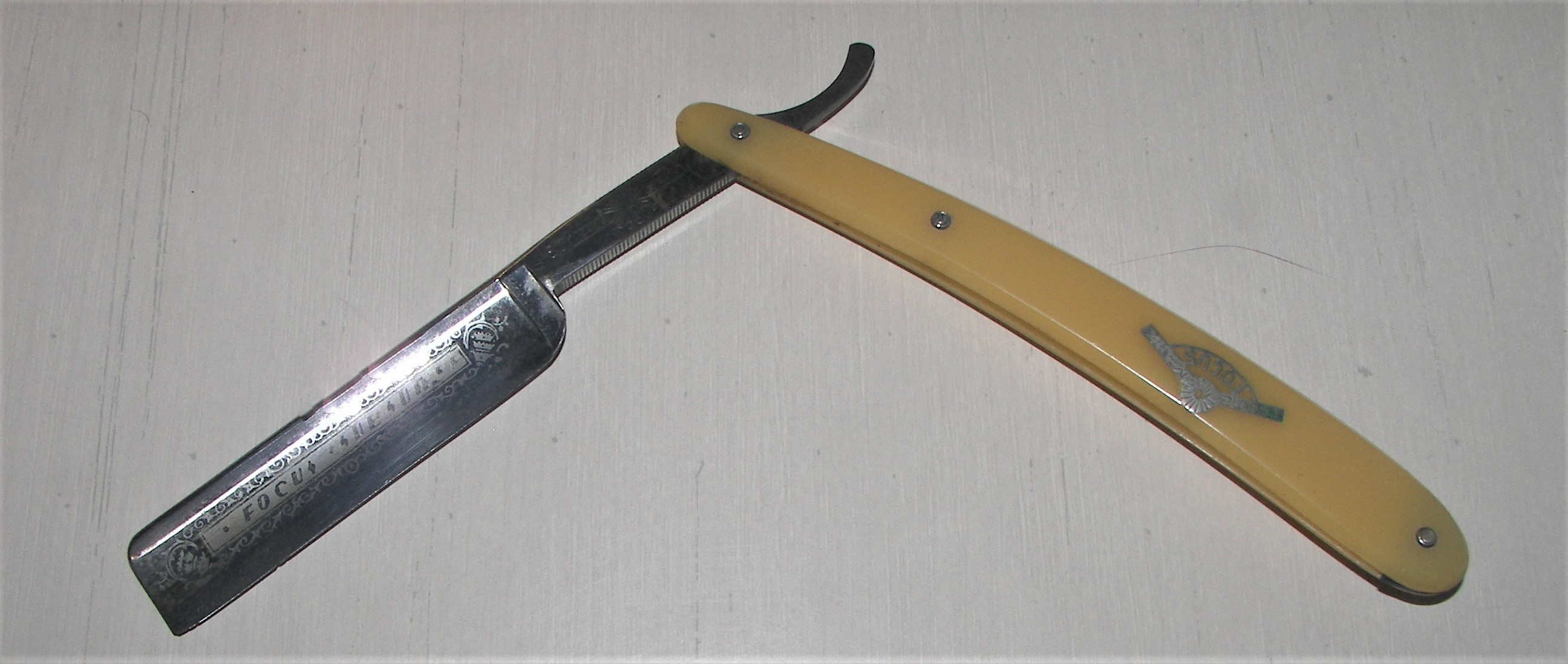
ماكينة حلافة بنقطة اتصال مربعة وتجويف كامل ،تثبيت 5/8 ومستعرض مزدوج لزيادة استقرار المقبض

وهي عملية جعل الفولاذ صلباً من خلال عملية خاصة حيث يتم تسخين الشفرة إلى حرارة تصل إلى 760 درجة مئوية أو حوالي 1400f اعتماداً على خصائص الفولاذ.
هذا التسخين يؤمن السرعة والامثلية لتصلب الفولاذ عند درجة الحرارة المثلى. الراحة هي مرحلة تتبع التصلب حيث يتم تسخين الشفرة في حمام زيتي في درجة حرارة بي 200 و 400 درجة مئوية. تقسية الفولاذ تعطيه مرونة ومتانة وفقاً لمخطط الطور للفولاذ.
التقطيع:
بعد التصلب والراحة يقطع الفولاذ المتصلب حسب الملامح المقطعية للشفرتين المطلوبتين.
التشطيب:
بعد القطع تصقل الشفرة إلى درجات متفاوتة من اللمعان. وفي النهاية في الماكينات الأكثر غلاءً يتم عمل نهاية المرآة، وهي ضرورية إذا كان الذهب جزءً من زخرفة الشفرة.
الختام بالصقل العادي غير مكلف في الإنتاج وهو غالباً مستخدم مع النقش بالحمض الأسود.
الختام بالحرير يمكن أن يستخدم كحل وسط للجزء الخلفي من الشفرة حيث يتم تطبيق نهاية المرآة والنقش بالذهب على الجزء الامامي الظاهر بتكلفة اقل من نهاية المرى ة للشفرة بكاملها.
زخرفة الشفرة:
تزين الشفرة بالنقش أو بالذهب حسب الكلفة المطلوبة. الشفرات الاقل سعراً ينقش عليها بواسطة كهرل الاسيد الأسود. لشفرات أغلى سعراً تتبع مرحلة النقش بمرحلة تقليدية هي النقش اليدوي بالذهب.
شحذ:
الشحذ هي المرحلة النهائية حيث بدايةً يتم جعل الشفرة حادّة باستخدام عجلة طحن ثم تشحذ الشفرات بوضعها مقبل حجارة دوّارة أو بتدوير الشفرات على حجارة مسطحة ثابتة. الحافة القاطعة تنتهي باستخدام مشحذ أمواس.

## مواد المقبض وخصائصها
يصنع المقبض من عدة مواد مختلفة تتضمن عرق اللؤلؤ، باكيليت،سيلوليد، عظام، بلاستيك نخشب، عاج قرون الحيوانات وصدفة السلحفاة.
السيلوليد قابل للاشتعال في درجات الحرارة المرتفعة. قرن الجاموس يعوج مع الزمن. أما اللؤلؤ فإنه يتشقق مع الزمن.
مقابض البلاستيك مرنة وممكن ان تضر بالشفرة إذا لم يتم الحذر. لكن للتصحيح فإن المقابض البلاستيكية لها محور ثالث مغطى بالبلاستيك يسمى القابس يعمل كجسر بين أطراف المقبض.
المقابض المصنوعة من الراتنج الخشبي تكون مقاومة للماء، لايتغير شكلها ووزنها مناسب ليعطي للماكينة توازنها المطلوب.
خشب الأفعى هو أيضاً مناسب للاستخدام لفترة طويلة.
الخواص الميكانيكية للعظم تجعله مادة جيدة للتعامل معها. في فترة مضت كان المقبض يصنع من عاج الفيل لكن توقف ذلك، أما العاج المتحجر-كعاج الماموث- فإنه لايزال يستخدم في بعض الأحيان وتعتبر هذه الماكينات عتيقة ونادرة الوجود (ليس قانونياً قتل فيل للحصول على عاجه لكن شراء ماكينة حلاقة تقليدية صنعت قبل عام 1972 يعتبر قانوني) ويكيبيديا:بحاجة لمصدر.

## هندسة الشفرة وخصائصها
يمكن تصنيف هندسة الشفرة حسب العوامل الثلاثة التالية:
أولاً حسب الشكل النقطي للماكينة، ثانياً حسب طريقة تطريق الشفرة ودرجة انحنائها وبالتالي فإن مقدار سماكة جوانب الشفرة يعتمد على طريقة التطريق. وثالثاً تصنف الشفرات حسب عرضها.

### أنواع نقطة الاتصال
الشفرات بداية تصنف حسب نوع نقطة الاتصال وهناك ثلاثة أنواع رئيسية لها:
1. نقطة مربعة أو حادّة سميت كذلك لأن شكل النقطة يكون مستقيم وينتهي بنقطة حادّة جداً وعمودية على الحافة القاطعة للشفرة. الشفرة من هذا النوع تستخدم لحلاقة دقيقة في مساحات صغيرة لكن هناك احتمال لحدوث خدش للجلد لذلك تتطلب بعض الحذر أثناء التعامل معها.
2. النقطة الفرنسية أو المائلة الشكل في هذا النوع يكون ربع دائرة مع انحناء حاد للزاوية لكنها تفتقر بالمقارنة مع الشكل السابق إلى الحافة المستقيمة الحادّة.
3. النقطة الملتفّة كما يوحي الاسم فإن الشكل هو نصف دائرة وبالتالي تفتقر إلى نقاط نهاية حادة فهي أكثر سماحية من النوعين السابقين وأقل دّة لكنها جيد للمستخدمين الجدد.

هناك أنواع لحافات ثانوية تتكون من مزيج من الأنواع السابقة نصف لفّة تدمج مع حواف لفّة كاملة وتتصل بشريحة خطّية.

### طريقة الطحن
هذه الطريقة تنتج الانحناء في القسم المتصالب من الشفرة وتنقسم إلى نوعين رئيسيين:
1. طحن مسطح أو مستقيم ويشير إلى ان القطّاع المتصالب من الشفرة يكون بشكل خطي، يشبه هذا القطع العرضي استخدام اسفين لذلك قد تسمى هذه الشفرة الاسفين.

 #طحن مجوف يشير إلى أن جانبي الشفرة المتصالبين تم تقعيرهما.
المزج بين هذه الأنواع يوصلنا إلى أنواع عديدة من الشفرات مثل النقطة الملتفة بجوف مقعر، نقطة مربعة بجوف مسطح....الخ.
لكن من الناحية العملية يمكن دمج أنواع محددة فقط من طرق الطحن مثال على ذلك النقطة الفرنسية وطحن مسطّح.
وحتى تكون الشفرة أكثر فعالية يجب أن تكون رقيقة قدر الإمكان. لذلك فإن طريقة الطحن التي تزيل أجزاء كثيرة من الشفرة بدون المساس بسلامتها هي المفضّلة. الطحن المجوف يعطي شفرة أرق من التي ينتجها الطحن المسطّح فهي فعالة أكثر لكن مكلفة أكثر لأنها تزيل جزءاً أكبر من مواد الشفرة. في الواقع بعض المصنعين لشفرات الحلاقة عالية المستوى يدّون غنتاجهم بطريقة الطحن المجوّف فقط.

### عرض الشفرة
التصنيف الثالث هو عرض الشفرة، وهو المسافة بين الجزء الخلفي من الشفرة والحرف القاطع.
ويتحدد بالواحدة المؤلفة من مجموعات من 18انش، فأغلبها يكون عرضه 3/8 انش وتصل إلى 7/8 ونادرا ما تكون 8/8.
الشفرة الأعرض ممكن أن تتحمل كمية أكبر من رغوة الصّأبون، حيث يتم تجريف أكبر والحصول على حلاقة ناجحة بوقت أقل أيضاً. لكن من مساوئها أنها لا تصل إلى الأماكن الضّيّقة والمخبّأة مثل الشفرة الضيقة حيث تسمح بالحلاقة بأماكن من الوجه مثل المنطقة الصغيرة تحت الانف، لكن يجب أن تشطف بالماء عدة مرات. الشفرة الأكثر شعبية هي الشفرة ذات العرض 5/8.

## التثبيت
وهي درجة العمق ولذلك فإن المنطقة المقطعية (أو السماكة) للشفرة تتحدد حسب طريقة الشّحذ. تجويف أكبر يعني سماكة اقل يعني تأثير على الثبات أو الاستقرار. (أي خصائص الانحناء والالتواء) للشفرة كلما كانت أرق كلما كانت أمرن.

### التثبيت العرضي
في الشفرات المجوفة فإن التثبيت يتحقق بالمستعرض الذي يكون على شكل شريط ضيق أو شريطين من المعدن الممتد من الجزء الخلفي للشفرة إلى نهاية الكتف (في المنطقة التي يتصل الماسك مع الشفرة). هذه القطعة إن كانت موجودة فهي تسمى المثبّت (مفردة كانت ام مزدوجة) وتشير إلى ان الشفرة مجوفة.
حيث أن الشفرة المسطّحة عريضة بما يكفي لتثبيتها لا تحتاج لمثبت. المثبت المزدوج يعني شفرة مجوفة بشكل كامل 1/1 . هذا التثبيت يحمي الشفرة من الالتواء بالاتجاه العرضي.

### التثبيت الطولي
بالإضافة للتثبيت العرضي، في بعض الأحيان يكون هناك حاجة لتثبيت طولي بشكل موازٍ للحافة القاطعة، وتقسم عندها الشفرة إلى منطقتين كل منها بدرجة تجويف مختلفة. المنطقة بين خلفية الشفرة والضلع تكون أقل تجويفاً، أما المنطقة بين الضلع والحافة القاطعة تكون أكثر تجويفاً. هاتان المنطقتان لهما درجات انحناء وتقوس مخلفة وتنتقل بشكل مختلف في ماكينة الحلاقة الجيدة الصنع .
ضلع التثبيت يثبت الشفرة في الاتجاه الطولي حيث يمثل عمود تستند إليه الشفرة في هذا الاتجاه. المسافة بين الضلع وخلفية الشفرة متناسبة عكسياً مع التجويف وتوصف بشكل نسبة ذات قيم متصاعدة مثال 1/4 تجويف 1/2 تجويف أو 1/1(مكمل). الجوفاء الكاملة تعني أن عمود التثبيت قريب من الوسط أو في الوسط من الشفرة وأبعد عن الحافة القاطعة وتعتبر مكلفة أكثر من غيرها .
في أعلى نهاية الشفرة المجوفة يكون التجويف أكثر من باقي المناطق حتى أكثر من 1/1، وتسمى ماكينة الحلاقة المغنّية وذلك لأن الشفرات فيها تنتج نغمة رنين(فيزياء) عندما تُنقَر وتشبه بذلك وتر(موسيقى) القيثارة.
هذا الاستخدام غير محبّذ لأنه يشوّه الحافة القاطعة. وصناعتها دقيقة جداً حيث أن 25% من الشفرات تبعد عن خط الإنتاج بسبب أنها لاتطابق المعايير الدقيقة.

### الحدّة

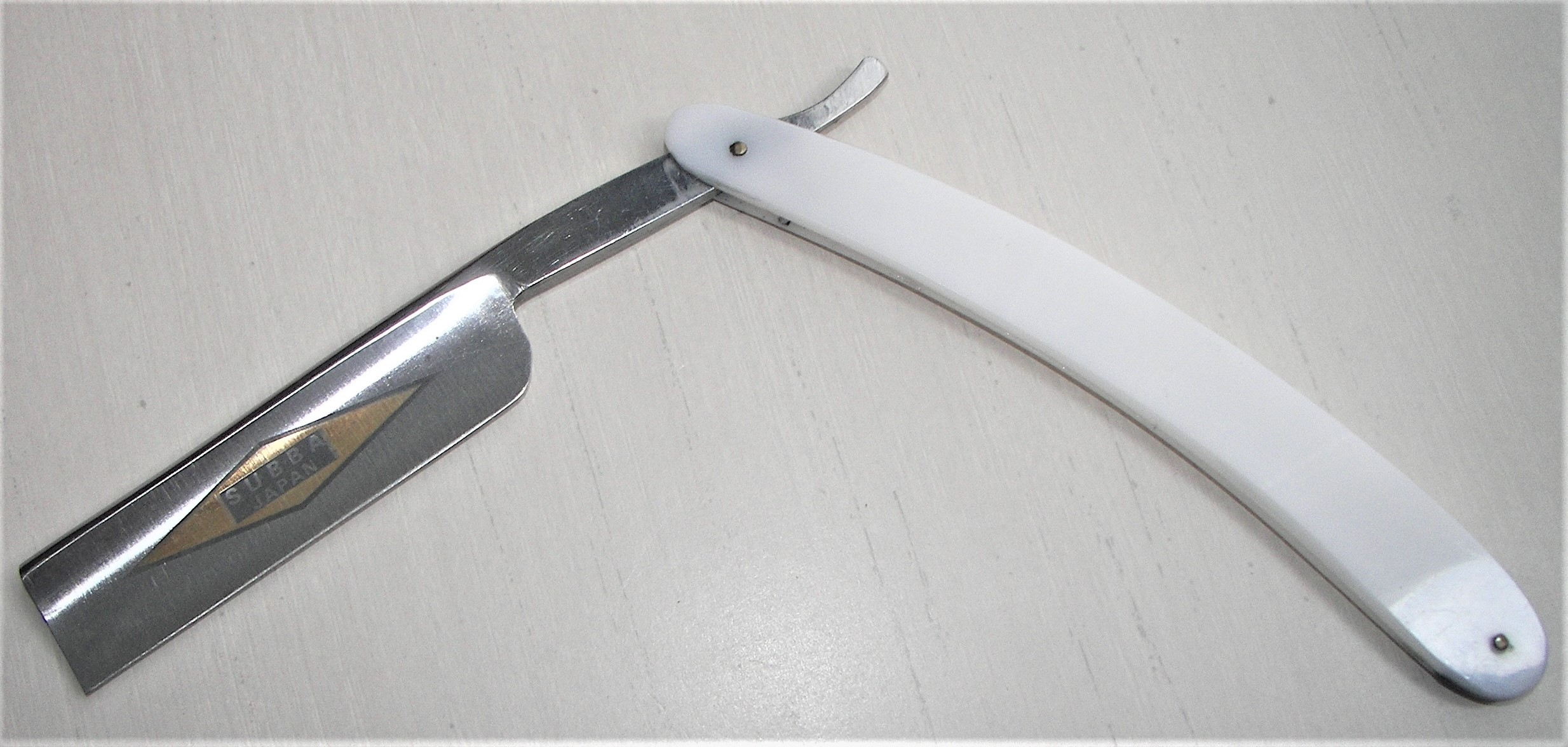
ماكينة حلاقة مباشرة من اليابان 7/8 ثبات لشفرات الفولاذ ونقطة اتصال مربعة

هناك علاقة بين التثبيت وحدة الشفرة، فالشفرة كاملة التجويف (1/1) تحافظ على حدة كبيرة حتى بعد مرور وقت طويل على الاستعمال لكنها أكثر عرضة للالتواء لأنها أرق. الجوفاء جزئياً (1/2 أو 1/4) لا تحافظ على نفس درجة الحدّة لأنها تتآكل مع الوقت حتى تصل إلى عمود التثبيت. لكنها أكثر ثباتاً لأنها أقل رقّة. الشفرة المسطّحة هي الأكثر ثباتاً لأنها الأقل تجويفاً لكن بما أن منطقة التقاطع عريضة فهي ثقيلة أكثر من الجوفاء وقد يؤثر ذلك على توازن الشفرة.

## الاستخدام
لكل نوع من الشفرات هناك طريقة في الاستخدام موصى بها وكذلك إجراءات لصيانتها. فلكل منها نقاط قوة ونقاط ضعف اعتماداً على احتياجات الاستخدام. الشفرات بتجويف إضافي مثل شفرات الغناء هي الأرق وبالتالي توفر أفضل حلاقة من الأنواع الأخرى ومع ذلك فهي مرنة للغاية وبالتالي غير مناسبة للمهام التي تحتاج إلى ضغط كبير مثل اللحية الطويلة.
ويجب الانتباه عند شحذها حتى لا تصبح أرقَّ من اللزوم فتتعرض للإجهاد(فيزياء) ، حيث أنها لا تتحمل الاستعمال السيء بمختلف المراحل.
الشفرات المسطّحة ثابتة جداً فهي جيدة لوظائف الحلاقة الصعبة حيث لا تتأثر بسرعة بالضغط وتتحمل الشحذ الثقيل.

## طريقة الاستخدام

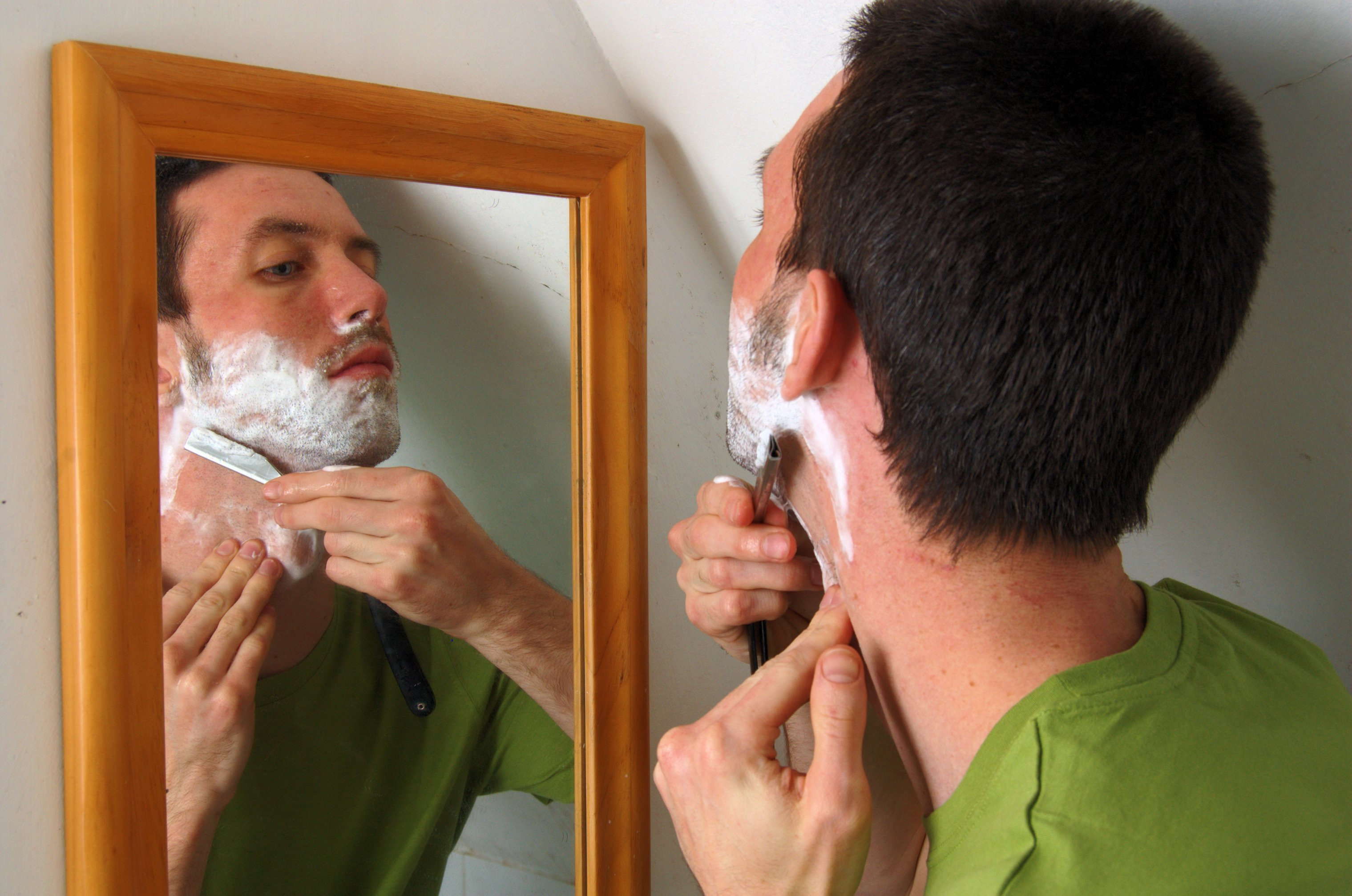
رجل يحلق لنفسه باستخدام ماكينة حلاقة بشفرات محقونة

تتم الحلاقة باستخدام الشفرة بزاوية معينة هي 30 درجة مع البشرة بشكل عامودي على الحافة التحديد يتم بوضع الشفرة بشكل موازٍ للحافة أو جانبها هذه الوضعية يتجنبها الحلاق الذي يريد أن يحلق باستخدام الحافة القاطعة بشكل عمودي .
للحصول على فاعلية قصوى يجب أن تظل الشفرة حادّة دوماً، فالاستخدام الغير خبير قديخرب حافة الشفرة كونها حساسة. للحصول على حافة حادة مجهرية يجب شحذ الشفرة على جلد(منتج) بشكل دائم .
ولجعلها حادة باستخدام الموس تدفع الشفرة باتجاه الحلقة المعلقة حيث تكون الحافة القاطعة والحافة المقابلة لها متموضعة على الموس مع خلفية الشفرة. لا ينبغي تطبيق أي جهد على الحافة القاطعة. قطعة الشحذ قد تكون جلدية على الوجهين أو وجه جلدي والآخر قماشي. يتم استخدام القماش أولاً ثم الجلد للتشطيب.

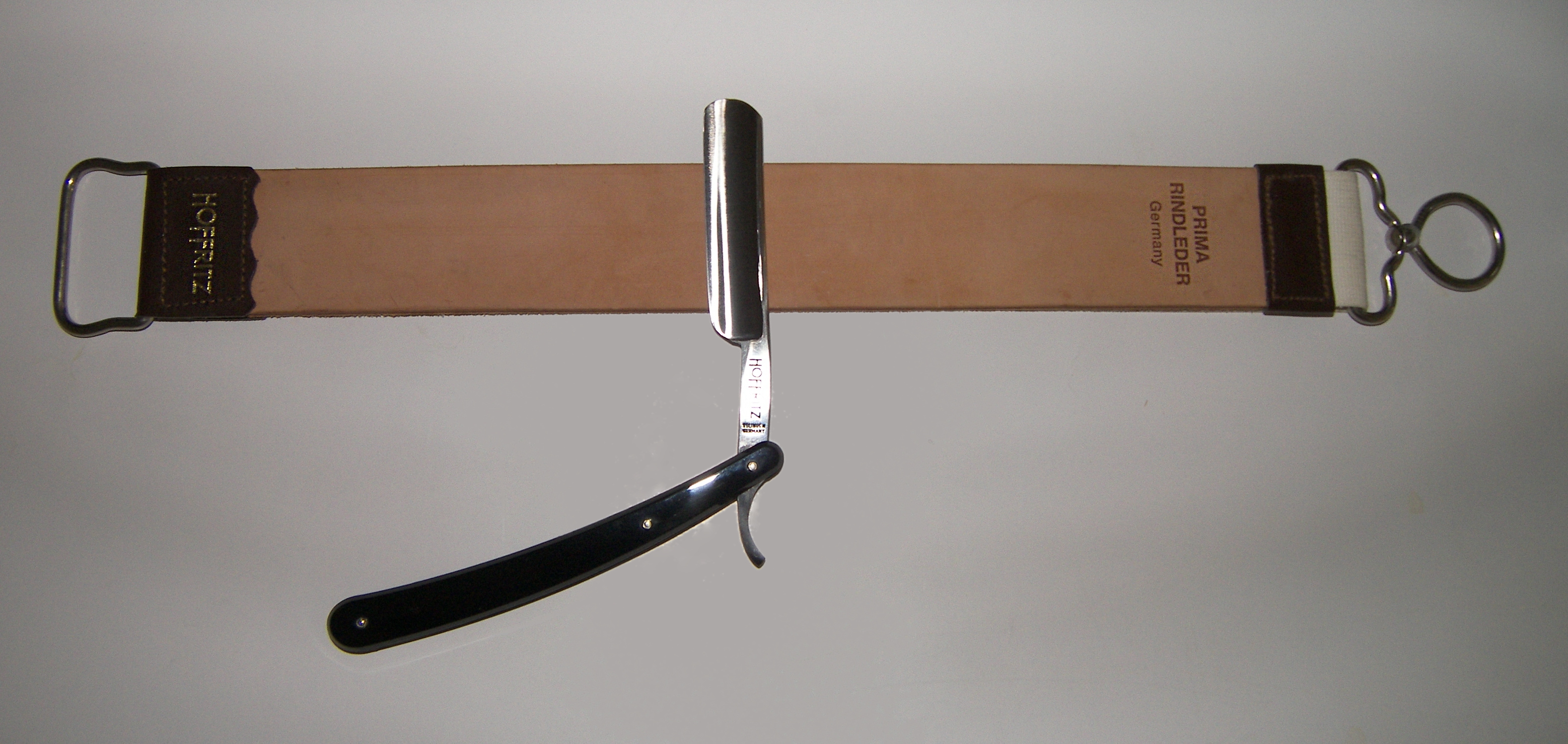
طريقة الشحذ

عند الوصول لنهاية القماش عند حلقة التعليق يتم قلب ماكينة الحلاقة باتجاه عقارب الساعة حول ظهرها حتى تلامس حافة القطع جلد الشحذ. يتم سحبها بعدها باتجاه المقبض المستطيل للمشحذ فتعود الحافة القاطعة للتموضع كما في الحالة الأولى، يجب تحريك الشفرة باتجاه مائل قليلاً من أجل إعطاء كل نقطة من الشفرة فرصة لتلمس المشحذ دون تطبيق ضغط كبير. تتم هذه العملية بمحاذاة الحافة القاطعة والخلفية دون المساس بالارتفاعات الأخرى، ويجب الحذر حتى لا يحدث التفاف على المشحذ بالحافة القاطعة لأن ذلك يؤذي الخصائص المجهرية لها. أحياناً يتم شحذ الشفرة باستخدام حجر الشحذ.المشحذ المغطّى بمعجون مع حبيبات رملية مستخدم أيضاً بالشحذ لكنه غير موصى به للمستخدمين الجدد حيث يمكن ان تخلع الشفرة من مكانها نتيجة ضغط زائد .
بعض المشاحذ تكون من الكتان أو قماش القب ويُضمَّن فيها مادة كاشطة لجعل الحافة القاطعة حادة قبل المرحلة النهائية وهي التلميع على الجزء الجلدي. الوجه ذو الشعر الكثيف يحتاج إلى أكثر من شحذ لنفس الشفرة من أجل نفس جلسة الحلاقة لكنها تشحذ مرتين أو ثلاث مرات في السنة. شحذها من قبل مختصّ أفضل لتجنب تشوه الحافة القاطعة أو إرهاقها.
هواة الحلاقة المباشرة نصحوا بالشحذ بعد كل حلاقة لإصلاح الطرف القاطع من الشفرة وقبل عدة أيام من إعادة الاستخدام.
تاريخياً فإن هذه الماكينات تباع على شكل مجموعة مؤلفة من عدد منها يكفي لمدة اسبوع.
صابون الحلاقة يوضع على الوجه باستخدام فرشاة تقليدية مدورة وبحركة دائرية، وتكون مصنوعة من خنزير بري أو مادة سحج غزيرة
تنتهي الحلاقة باستخدام عدد ضربات أقل ما يمكن لماكينة الحلاقة (أو عدد مرات التمرير على الوجه) حتى نقوم باقتصاد في عملية الشحذ.
حلاقة ثانية باستخدام ماكينة حلاقة أخرى هو بديل للحلاقة باتجاه معاكس لنو شعر اللحية وتعطي حلاقة جيدة. الغسيل بالماء البارد لغسل التآكلات والجروح، بعدها تربيتة خفيفة باستخدام قطعة جافة أو منشفة ثم استخدام مادة قابضة أو لوشن بعد الحلاقة.
الخدوش التي قد تظهر على الرقبة تعالج بقلم وقف النزف.
اللمسة الخفيفة أثناء الحلاقة تكون أكثر فاعلية، وتحمي الشفرة من الالتواء والضرر وكذلك لتجنب الجروح.
في أيام الذروة لماكينة الحلاقة المباشرة المستخدمون الاغنياء استخدموها أسبوعياً باستخدام مجموعة مؤلفة من 7 ماكينات لحلاقة أفضل. وكانت تباع على شكل مجموعة مؤلفة من 7 ماكينات كل منها مخصص ليوم من الأسبوع مكتوب عليها، على الرغم من أن أغلب المستخدمين استخدموا ماكينة واحدة لكل مرة.

## الاستخدام المعاصر

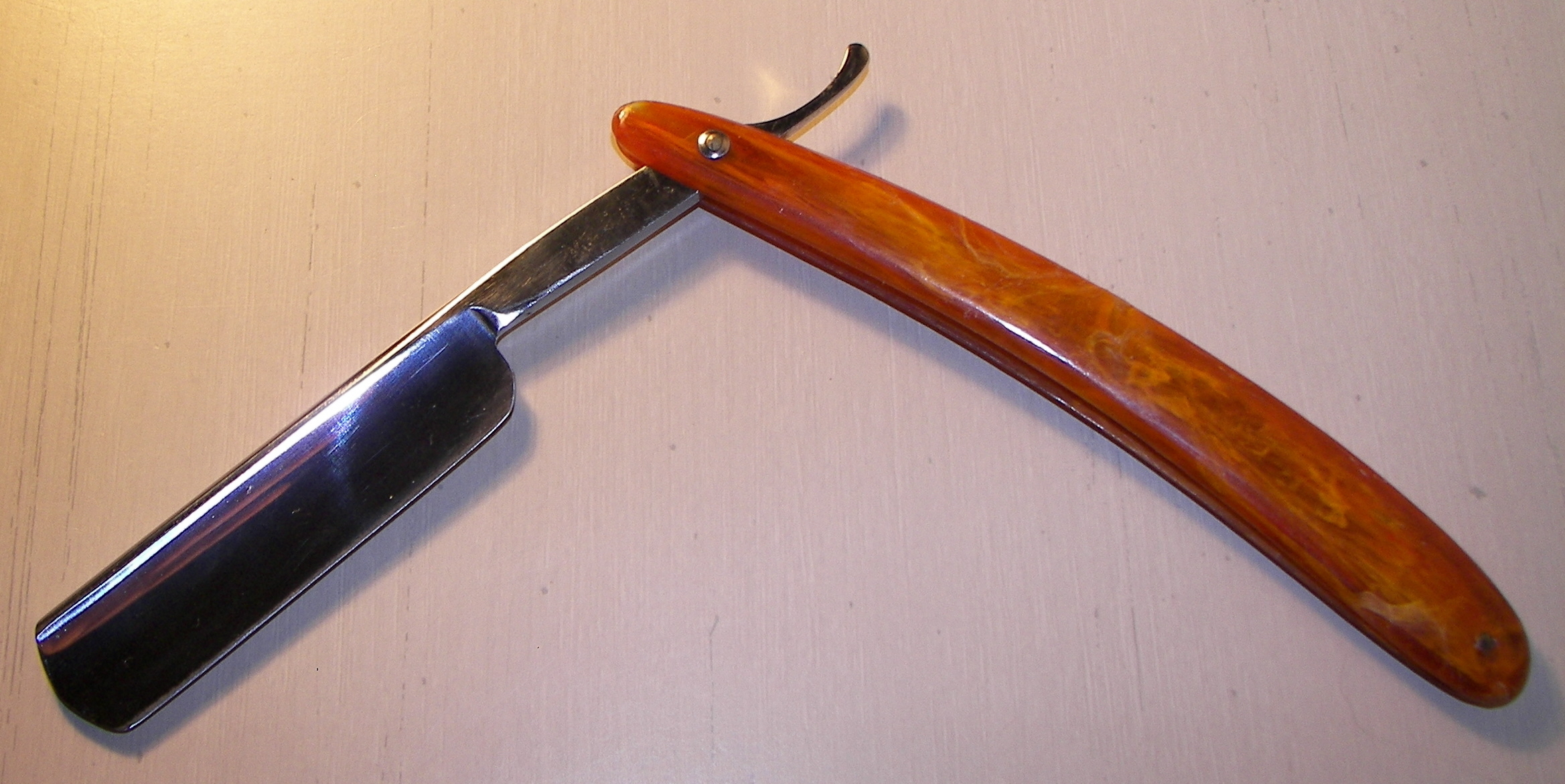
ماكينة حلاقة مباشرة بنقطة اتصال ملتفة

ما زالت الماكينات تصنع حتى يومنا هذا. شركة دوفو في سوليفن ألمانيا وليرس ايسارد في فرنسا شركتان مشهورتان في أوروبا. الشركات في أوساكا، اليابان تصنع ماكينة لها الشكل التقليدي لكن مع استبدال الشفرة بطريقة الحقن.
والمستخدمون يفضلونها لعدة أسباب. والبعض الآخر مصاب بنوستالجيا استخدام الطرق القديمة في الحلاقة.
وهي نسبيا خاصة بالذكورة كما في غليون التدخين.
البعض الآخر يهتم بتقليل استبدال الشفرات وهدرها.
هناك الكثيرين لا يزالون يعتقدون أن أفضل طريقة للحلاقة هي باستخدام ماكينة الحلاقة المباشرة لإمكانية التحكم بزاوية الحلاقة للشفرات. وماكينات الحلاقة المباشرة لا زالت منتشرة في مناطق واسعة لأن الحافة القاطعة فيها أفضل من كثير من ماكينات العدة شفرات. ولا داع للتشطيف لان الماكينة وبعد عدة ضربات تزيل كل الآثار المتبقية وهذا ما لا تستطيعه ماكينات الشفرات المتعددة لأن هندستها تجعلها صغيرة لا تستوعب كل تلك الكميات.
وهي أسهل بالتنظيف وتحقيق مهام الحلاقة خاصة للوجوه ذات الشعر الطويل أكثر من الماكينات العصرية بشفرات متعددة حيث أنها وبسبب شفراتها الصغيرة المساحة تنسدّ حتى لو كانت اللحية قصية لكن خشنة.
ممكن أن تسبب الشفرات المتعددة حساسية للبشرة ما يعرف بالتهاب البصيلات المزيف لللحية إحدى النصائح لمن يصابون بهذه الحالة هي استخدام الماكينة ذات الشفرة الواحدة.
فبينما هناك أشخاص مرتاحون لمجرد وجود عدة شفرات، غيرهم من الناس يجدون أسباب إضافية لرضاهم، حيث يعتبرون الماكينة جيدة الصنع هي التي لها مقبض مزخرف يعبر عن ذوق عام أو خاص ولا يمكن مقارنته بالشفرات المتبدّلة.
أخيراً الاحتفاظ الجيد بالماكينة يطيل عمرها حتى تصبح جزء من الإرث ينقل من ألآبتء إلى الأبناء. ولذلك فهي لا زالت تباع في كبرى الأسواق.
وفي بعض الأماكن يتم الطلب على حلاقين متمكنين من استخدام ماكينات الحلاقة المباشرة. رغم أن هناك سلطات تمنع استخدامها وتشجع الحلاقين على استخدام ادوات الحلاقة الحديثة كما في أستراليا نيوزيلندا أونتاريو بنسلفانيا دنفر، كولورادو بوسطن تكساس سان دييغو، كاليفورنيا رغم أن استخدامها قانوني.

## في الثقافة الشعبية
ماكينات الحلاقة المباشرة ذُكِرت في الكثير من أفلام وإعلام الثقافة شعبية:
- سلاح مستخدم عند الحلاقين الخياليين كفيلم سويني تود الذ ظهر في عدة امثلة مثل برودواي الموسيقية لستيفن سونديم وهو فيلم موسيقي.
- «الكاهن» فالون (ليام نيسون) أهدى واحدة لابنه أمستردام فالون (ليونارد ديكابريو) في «عصايات نيويورك» 2002.
- في كتاب وفيلم برتقالة آلية بطل الرواية ألكس يقاتل باستخدام ماكينة حلاقة.
- في فيلم كونتين تارانتينو شخصية مايكل مادسن يقطع أذن المخطوف باستخدام شفرة حلاقة في فيلم Most Memorable Scenes>
- هي سلاح جريمة أساسي في الرواية الشهيرة براين دي بالما عام 1980 Dessed to Kill.
- وهي كذلك في القصة الكلاسيكية لإدغار آلان بو The Murders in Rue Morgue.
- باغز باني يحلق ل إلمر فاد في Rubbit of Seville عام 1950 في فيلم الكرتون المشهور.